# Mbombela Stadion
A Mbombela Stadion egy többfunkciós sportlétesítmény Mbombelában, a Dél-afrikai Köztársaságban. 2009-ben nyitották meg, befogadóképessége 43 500 fő.
A 2010-es labdarúgó-világbajnokságon négy csoportmérkőzést rendeztek itt és a 2013-as afrikai nemzetek kupájának egyik helyszíne volt.

## Események

### 2010-es labdarúgó-világbajnokság
| Dátum            | Pályaválasztó | Eredmény | Vendég           | Forduló   |
| ---------------- | ------------- | -------- | ---------------- | --------- |
| 2010. június 16. | Honduras      | 0 – 1    | Chile            | H csoport |
| 2010. június 20. | Olaszország   | 1 – 1    | Új-Zéland        | F csoport |
| 2010. június 23. | Ausztrália    | 2 – 1    | Szerbia          | D csoport |
| 2010. június 25. | Észak-Korea   | 0 – 3    | Elefántcsontpart | G csoport |

### 2013-as afrikai nemzetek kupája
| Dátum            | Pályaválasztó | Eredmény                 | Vendég       | Forduló     |
| ---------------- | ------------- | ------------------------ | ------------ | ----------- |
| 2013. január 21. | Zambia        | 1 – 1                    | Etiópia      | C csoport   |
| 2013. január 21. | Nigéria       | 1 – 1                    | Burkina Faso | C csoport   |
| 2013. január 25. | Zambia        | 1 – 1                    | Nigéria      | C csoport   |
| 2013. január 25. | Burkina Faso  | 4 – 0                    | Etiópia      | C csoport   |
| 2013. január 29. | Zambia        | 0 – 0                    | Burkina Faso | C csoport   |
| 2013. január 30. | Togo          | 1 – 1                    | Tunézia      | D csoport   |
| 2013. február 3. | Burkina Faso  | 1 – 0                    | Togo         | Negyeddöntő |
| 2013. február 6. | Burkina Faso  | 1 – 1 (h.) (b.u.: 3 – 2) | Ghána        | Negyeddöntő |

*h. – hosszabbításban
*b.u. – büntetők utánn